# Défenseurs de la Terre
Défenseurs de la Terre (Defenders of the Earth) est une série télévisée d'animation américaine en 65 épisodes de 30 minutes créée par Gerry Conway, Ross Andru et John Romita, Sr. basée sur plusieurs héros des comics de King Features Syndicate et diffusée entre le 8 septembre 1986 et le 1er mai 1987 en syndication. Cette série n'est pas à l'origine tirée d'un comics, contrairement à beaucoup de séries de super héros même si les héros existaient déjà avant.
Au Québec, la série a été diffusée à partir du 3 octobre 1988 à Super Écran, et en France à partir du 28 février 1989 dans Youpi ! L'école est finie sur La Cinq. Rediffusion partielle en 1994 dans le Club Dorothée sur TF1.

## Fiche technique
- Créateurs des personnages et idée originale :
  - Raymond Alex : Flash Gordon et Ming l'impitoyalbe
  - Lee Falk : Le Fantôme (The Phantom), Mandrake, Lothar.
- Studios : Toei Animation, Marvel Films, King

## Synopsis
Nous sommes en 2015, Flash Gordon réussit à s'échapper de l'empire galactique de Ming l'impitoyable (son ennemi juré) mais il s'écrase sur Terre près de la demeure de Mandrake le magicien et de Lothar. Ils décident de s'allier à Flash Gordon pour contrecarrer les plans de Ming l'impitoyable qui veut envahir la Terre. Ils iront voir le Fantôme qui accepte de les rejoindre et forment ainsi avec leurs enfants « Les Défenseurs de la Terre » pour combattre Ming l'impitoyable et l'empêcher d'envahir la Terre à plusieurs reprises.

## Les personnages

### Les héros
- Flash Gordon : Justicier galactique aux cheveux blond, Flash Gordon est l'ennemi juré de Ming l'impitoyable. Il s'est marié à Dale Arden[1] qui lui a donné un fils, Rick. Affecté par la mort de son épouse dans l'épisode 1, Flash montre, cependant, une grande détermination en s'engageant dans un combat sans merci avec Ming afin de protéger la terre et de venger sa bien-aimée. Flash est un pilote d'élite et un bon tireur. Il est également un expert en combat. Son caractère relativement sérieux fait qu'il ne prend rien à la légère, même durant un simple entrainement.
- Mandrake le magicien : Vêtu d'un chapeau haut-forme et d'un costume noir, il est un parfait gentleman et montre une grande générosité envers autrui, sauf envers ceux qu'il ne juge pas méritants. Magicien et justicier aux pouvoirs surnaturels et hypnotiques, Mandrake vit dans un manoir, Xanadu, avec son protégé Kshin qu'il a recueilli. Sa demeure deviendra la base des défenseurs. Il possède une bibliothèque très riche. Parmi les nombreux livres qu'il conserve se trouvent des recueils de magie, bien entendu, mais également des collections variées. L'un des livres les plus intéressants ayant été en sa possession était le livre des énigmes.
- Le Fantôme Dans le comics, ce justicier masqué fait régner la justice à travers le monde armé de deux pistolets et d'une bague qui marque à vie tous criminels par une minuscule tête de mort. Il descend d'une longue lignée de justiciers surnommé Le Fantôme depuis cinq siècles. Dans la série, appelé également "L'ombre qui marche", il est le protecteur de différents peuples, dont des tribus africaines et des extraterrestres. Lorsque Flash Gordon le contacte pour former les défenseurs, il se trouve d'ailleurs en Afrique avec sa fille, Jedda. Il peut communiquer par télépathie avec les animaux ainsi que solliciter la force et les aptitudes d'un ou de plusieurs tigres. C'est un excellent combattant au corps à corps doublé d'un fin stratège ainsi qu'un tireur d'élite exceptionnel et d'une rapidité incroyable avec ses pistolets. Il a un frère, Kurt, qui a disparu depuis longtemps mais qui réapparaît plus tard pour prendre la place de son frère en tant que Fantôme car selon lui cette place aurait dû lui revenir et non à son frère.
- Lothar : Dans le comic, il est l'ami et l'assistant de Mandrake le magicien, mais dans la série, il devient un aventurier indépendant possédant une force surhumaine. Son caractère plutôt impulsif contraste beaucoup avec celui de son ami magicien.
- Rick Gordon : Fils de Flash Gordon, ce génie de l'informatique a mis au point l'ordinateur central de la base des défenseurs en se servant d'un cristal trouvé sur le corps de sa mère qui a en quelque sorte absorbé les souvenirs et la personnalité de cette dernière. En plus de ces qualités, il a été entraîné à être un combattant hors pair.
- Kshin : Fils adoptif et apprenti magicien de Mandrake le magicien, c'est le benjamin de l'équipe.
- Safi : Petit animal extraterrestre violet à poil blond sur le sommet du crâne. Très intelligent, il est le meilleur ami de Kshin.
- LJ : Fils de Lothar qui a hérité de son père de sa force. Il est également un maître en arts martiaux.
- Jedda Walker : Fille et héritière du Fantôme, elle a les mêmes pouvoirs télépathiques que son père et est une experte en combat à mains nues. Elle se demande souvent si elle sera prête à prendre ses responsabilités en tant que "Fantôme" s'il arrivait malheur à son père. Dans ses nombreuses aventures, sa panthère l'accompagne et se montre un précieux allié face aux difficultés qui se présente.
- Dynak X : Ordinateur situé dans la base des défenseurs, son intelligence artificielle est calquée sur la mémoire et la personnalité de l'épouse décédée de Flash Gordon dont la mort a été causée par l'impitoyable Ming.

### Les ennemis
- Ming l'impitoyable : Empereur tyrannique d'un immense empire galactique.
- Krotan : Fils de Ming l'impitoyable.
- Astra : La princesse Astra[2] apparait dans l'épisode 9 pour la première fois dans la série. Elle est la fille de la reine Aura et est venue venger la mort de sa mère qu'elle croit être due à flash Gordon. Elle peut se servir d'une argile bleue afin de contrôler les gens et les transformer en esclave à la peau bleue. Il n'est jamais dit dans l'épisode 9 qu'Astra est la fille de Ming. Cependant, on peut penser qu'il existe peut-être un lien de parenté entre ces deux personnages car la princesse Aura était la fille de Ming. Il peut aussi s'agir d'une autre Aura.
- Octon : Ordinateur maléfique au service de Ming l'impitoyable.
- Garax : Robot et chef des armées robotiques de Ming l'impitoyable.
- Mongor : Serpent géant et animal de compagnie préféré de Ming l'impitoyable.

## Liste des épisodes
1. Adieu Mongo (Escape from Mongo) écrit par Dick Robbins et Bryce Malek : Flash Gordon parvient à échapper à l'Empereur Ming à bord d'un vaisseau spatial. Cependant, il est poursuivi et finit pas s'écraser sur terre non loin de la maison du magicien Mandrake qui recevait Lothar et son fils à ce moment. Grâce à une illusion, Mandrake dissimule la présence de Flash et les robots de Ming se mettent en chasse d'une illusion. Mais Flash Gordon refuse de s'attarder plus longtemps car sa femme et son fils sont entre les mains de Ming. Ne pouvant combattre l'empereur seul, il fait appel à ses vieux amis, Mandrake et Lothar. Rick, son fils, réussit à s'enfuit des prisons de Ming mais ce n'est pas le cas de sa mère. Cette dernière mourra torturée par Ming. Flash et ses compagnons font le serment d'arrêter Ming et de protéger la terre. Cependant, un cristal contient encore la mémoire et la personnalité de sa défunte épouse et sera utilisé pour construire l'ordinateur Dinar X. Rick rapporte également une petite créature de Mongo qui se liera d'amitié avec Kshin.
2. Centre de contrôle (The Creation of Monitor) écrit par Mel Gilden : Au Pôle, Ming poursuit ses projets de conquête du monde, jusqu'à que son moniteur, Octon, lui signale une flotte de vaisseaux spatiale, que Ming ne reconnaît pas. Interpellé, il ordonne à Octon de les identifier. Pendant ce temps, les défenseurs de la terre ainsi que leurs protégés assistent à la mise en ligne et la création de DINAC-X, le premier super-ordinateur doté d'une essence humaine. En effet, l'intelligence artificielle reçoit la conscience de la mère de Rick Gordon qui a été transférée dans un cristal peu de temps avant la mort de cette dernière. Chacun suggère une application dans laquelle le super-ordinateur pourrait être utile, comme trouver un nouveau quartier général. Les défenseurs de la Terre ont été accueillis dans le manoir de Mandrake le magicien, mais l'endroit ne dispose pas d'un équipement adéquat pour défendre la Terre. Alors que Jedda regrette sa maison dans la jungle africaine, DINAC-X annonce l'arrivée de vaisseaux spatiaux non-identifiés. Au même moment, Octon intercepte un signal utilisant un code proche de celui de Flash Gordon. Il s'avère que ce sont de vaisseaux Kreels, de vieux amis de Flash Gordon et que ces derniers sont venus les aider à construire leur quartier général. Cependant, Octon est parvenu à craquer le code de DINAC-X et Ming sait où se trouvera Monitor (Centre de contrôle), la nouvelle base. Le tyran intergalactique lance alors une attaque sur les défenseurs de la Terre. Ces derniers se défendent et font croire à Ming qu'ils ont été détruits. Satisfait, le tyran quitte les lieux sans prendre en compte les avertissements d'Octon. Les défenseurs en profitent pour trouver un lieu pour leur baser à l'abri de Ming. Lorsque la flotte Keel quitte la Terre, Octon repère le vaisseau de Flash Gordon les escortant et fait alors remarquer à Ming que ses ennemis sont toujours en vie.
3. Un diable en liberté (A Demon in his Pocket) écrit par Chuck Lorre : Après son match de football, Kshin est accusé de tricherie par le capitaine de l'équipe adverse et est poussé dans une flaque de boue. Pendant ce temps, dans leur centre de contrôle caché dans le cratère d'un volcan, Lothar essaie une des inventions de Rick : un bouclier énergétique. Mandrake, qui assistait aux tests, voit son protégé et disciple Kshin arrivé couvert de boue de la tête au pied. Ses camarades, Lj et Rick, le taquinent, mais Kshin n'est pas d'humeur à supporter leur moquerie, ayant été victime du "bully" de l'école quelques moment plus tôt. Kshin demande à Mandrake les clefs de son laboratoire en prétendant avoir des devoirs à faire. Le magicien, de bonne foi, les lui donne et regarde son disciple s'éloigner légèrement inquiet et désarçonné. Avant que Kshin ne passe la porte, il lui rappelle qu'il lui est interdit de toucher à ses grimoires de sorcellerie. Cependant, Kshin décide de désobéir à Mandrake. Plus tard, dans la soirée, le jeune indien ne vient pas souper avec les autres. Mandrake et Lothar s’inquiètent à propos de sa santé. Le magicien est bien décidé de savoir ce qu'il se passe et va toquer à la porte de la chambre de Kshin, espérant recevoir une réponse. Mandrake découvre le lit vide : Kshin est toujours dans la bibliothèque à la recherche d'un sort pouvant l'aider contre le "bully" de son école. La voix de Mandrake retentit ; Kshin, qui n'a pas terminé ses recherches, envoie Saffy distraire le magicien. Il trouve alors un parchemin qui l'intéresse et le subtilise. Mandrake lui demande si tout va bien, mais son disciple lui répond évasivement que "oui". Mais, le livre comment tapisser sa cuisine ne convainc pas totalement le magicien. Alors que le tonnerre gronde, Kshin récite la formule caché sous sa couette sous le regard peu enthousiaste de Saffy. C'est alors qu'un démon reptilien apparaît sur son lit et promet de servir son jeune "maître". Simultanément, Octon localise une source d'énergie conséquente. Ming envoie ses hommes de main pour l'identifier et la ramener. Le démon commence par obéir à Kshin, mais il se plait dans le monde des Humains et ne veut plus repartir. Il montre au jeune garçon une vision de ce qui pourrait passer s'il parle de tout cela à Mandrake ; Le magicien pourrait le bannir. Le démon sème le chaos et grandit de plus en plus jusqu'à mesurer la taille d'un immeuble. Mandrake est la seule personne à pouvoir le stopper. Kshin finit par révéler son secret au magicien.
4. Une maison divisée (A House Divided) écrit par Jimmy Griffin et Dave Weathers :
5. Le ver électronique (Bits 'n' Chips)
6. La planète diabolique (Root of Evil) écrit par Cinnamon & Wengrod : Dans une serre, un scientifique cherche à mettre au point une plante qui mettrait fin à la faim dans le monde. À sa grande horreur, après avoir accidentellement renversé de le sérum sur lui, il se transforme en plante et se rend compte que son invention pourrait menacer l'humanité entière. Ming, qui a observé cette découverte sur ses moniteurs, envoie ses robots enlever le docteur Whitestead et sa fille, Bridget. La formule est dévoilée et parmi les ingrédients, se trouve le Loba, une substance secrète issue d'une plante. Une autre personne connait cet ingrédient ; Il s'agit de Mandrake. hypnotisée par Ming qui retient son père, Bridget doit à présent convaincre le magicien de lui révéler où pousse la plante. Mandrake manque de se faire enlever mais Lothar intervient à temps. Jedda libère Bridget du contrôle de Ming. Les défenseurs décident de tendre un piège à l'empereur en utilisant Bridget comme appât. Cette dernière va devoir convaincre l'empereur que cette plante pousse en Sibérie alors qu'elle s'épanouit dans la jungle péruvienne. Cependant, Ming a tout entendu et ses robots partent cueillir la Loba. Le sérum est alors produit en grande quantité. Lothar et Mandrake tente de s'introduire dans la base de Ming mais sont reconnus. Cependant, ils parviennent à sauver le docteur Whitestead. Dinac X pirate Octon et lui vole ses données. Jedda découvre que Bridget porte un serre-tête qui retransmet tout ce qui se passe à Ming. Les défenseurs sont manipulés et aident Ming à transformer contre leur volonté tous les humains de la terre en plante. Mais, grâce à des ondes, les plans de Ming sont mis en échec.
7. La guerre froide (Cold War)
8. Le dormeur s'éveille (The Sleeper Awakes)
9. La revanche de la princesse Astra (The Revenge of Astra)
10. Le temple de la sagesse (Hall of Wisdom)
11. Les combattants de l'esprit (1re partie) (The Mind Warriors (1/2))
12. Les combattants de l'esprit (2e partie) (The Mind Warriors (2/2))
13. Les pierres sacrées du Tibet (The Lost Jewels of Tibet)
14. Le démon du docteur Dark (The Evil of Doctor Dark)
15. Les diamants de Ming (Diamonds are a Ming's Best Friend)
16. Les hommes de glace (The Men of Frost)
17. Le champ de bataille (Battleground)
18. Le grand combat (The Panther Peril)
19. Furia marine (Fury on the Deep)
20. Réunion de famille (Family Reunion)
21. La planète Ilyria (The Defense Never Rests)
22. Tel père, telle fille (Like Father, Like Daughter ?)
23. L'apprenti danseur (The Would-Be Defender) : Lors d'un discours d'inauguration du bourgmestre auquel assistent certains membres des défenseurs, un jeune garçon qui rêve de devenir un super héros, Earl Sump, remarque des pickpockets en plein action. Il se lance à leur poursuite et parvient à les arrêter. Le bourgmestre l'autorise à demander ce qu'il veut comme récompense. Earl veut passer une semaine entière avec les défenseurs. Pour faire bonne figure, Flash Gordon accepte, sans se douter des problèmes que le garçon va leur causer. Au début, Mandrake décide de discipliner le garçon qui a failli faire s'écraser le vaisseau de Flash en distrayant ce dernier (Flash a reçu quelques livres sur la tête). Pour ce faire, il va avoir recours à l'illusion en espérant faire peur et calmer un peu Earl. Cependant, cela se retourne contre lui lorsqu'Earl lui fait un prise de judo et l'envoie sur le sol. Une urgence survient et les défenseurs sont obligés de répondre présents. Earl s'invite à l'intérieur du cockpit de l'avion de Flash. Le garçon provoque un accident en touchant à un mauvais bouton ce qui contraint les défenseurs à prendre la fuite. Pour leur prochaine mission les défenseurs décident de renvoyer le garçon pour avoir les mains libres, mais Earl s'échappe. Il vole un vaisseau et sème le chaos sur la base spatiale de Ming. Octon est électrocuté et croit qu'il est l'ami de Earl. Cependant, cela n'est que de courte durée car il retrouve son attitude normale et attaque la foule. Devant ce désastre, le défenseur disent à Earl qu'il pourrait faire un bon défenseur mais qu'il n'a pas l'entrainement requis pour l'instant. Ils sont tous pressés de le quitter et ne remarquent pas qu'Earl à garder la carte d'accès à leur base...
24. Ouverture sur les ténèbres (Doorways into Darkness)
25. Pacte avec le diable (Deal with the Devil) En se rendant à un concert, Jedda et Rick sont capturés par les soldats de glace de Ming. Durant leur emprisonnement, ils surprennent une conversation entre Octon et Garax. Ces derniers veulent retourner sur Mongo et sont prêts à renverser Ming pour y parvenir. Les croyant sincères, Rick leur propose un marché : si les deux lieutenants de Ming se révoltent, les défenseurs de la terre les soutiendront. Pendant ce temps, Flash Gordon détruit des météores attirés par l'attraction terrestre. Les adultes, convaincu qu'il s'agit d'un piège de Ming, ne croient pas en l'honnêteté d'Octon et de Garax et refusent de les aider. Les adolescents (Rick, Jedda, Kshin et L.J) décident d'agir malgré le refus de leur ainés et se rendent à la station glaciaire. Dynac X rapporte aussitôt les actions des enfants à Flash qui doit agir promptement afin de les sauver. En effet, Ming a passé un accord avec des magiciens maitres en illusion afin de faire croire qu'une rébellion avait lieu. Les défenseurs de la terre parviennent encore une fois à déjouer les plans de l'infâme empereur et à lui échapper. Rick admet ses erreurs et se rend compte qu'il a « failli pactiser avec le diable » car il ne s'est pas assez méfié.
26. Terreur dans le temps (Terror in Time)
27. Ming appelle au secours (Ming's Household Helpers)
28. Le garçon des étoiles (The Starboy)
29. Le réveil des dieux (The Gods Awake)
30. Le retour du fantôme (The Ghost Walks Again)
31. Le livre des énigmes (The Book of Mysteries)
32. Turbo temps ou l'avenir ne vient qu'une fois[3] (The Future Comes but Once)
33. Le vaisseau errant ou Kshin et le bateau fantôme (Kshin and the Ghost Ship) : En Jamaïque, Kshin découvre un bateau de pirate mais ce dernier disparaît. En regardant dans le livre des énigmes, Kshin trouve la preuve de son existence et s'empresse d'aller montrer sa trouvaille à Mandrake. Cependant, la page est blanche lorsque le magicien jette un coup d’œil. N'écoutant pas son mentor, Kshin part à la recherche de son bateau fantôme alors qu'il devrait aller au lit. Le bateau existe bel et bien et les pirates qui se trouvent à son bord sont maudits et hantent les mers à jamais. La Seule chose pouvant les libérer est la boussole de Morgan. Kshin décide d'aider les pirates et prend le sonar de Rick. Mais les robots glacés de Ming (soldats de glaces) retrouvent le jeune asiatique. Monsieur Lich le fantôme pirate qui accompagne Kshin se débarrasse d'eux. Kshin trouve la boussole et les pirates sont libres.
34. Fête foraine (The Carnival of Doctor Kalihari)
35. Le mystère du livre (The Mystery of the Book)
36. Flash et les sosies (Flash Times Four)
37. Le cœur de glace (The Frozen Heart)
38. Une armée à lui tout seul (Rick Gordon, One-Man Army)
39. Les rites de Zesman (The Rites of Zesnan)
40. Audie et son robot (Audie and Tweak)
41. Le retour des pirates de l'espace (Return of the Skyband)
42. La potion de Dracula (Dracula's Potion)
43. Un garçon comme les autres (One of the Guys)
44. Conduite en état d'ivresse (100 Proof Highway)
45. La machine a arrêter le temps (The Time Freezer)
46. L'ambition du prince (1re partie) (The Prince Makes His Move (1/5))
47. Le prince triomphant (2e partie) (The Prince Triumphant (2/5))
48. Noces impériales (3e partie) (The Prince Weds (3/5))
49. La chasse royale (4e partie) (The Prince's Royal Hunt (4/5))
50. Le prince détrôné (5e partie) (The Prince Dethroned (5/5))
51. Le retour de Lothar (Lothar's Homecoming)
52. Sabotage (Suspended Sabotage)
53. L'appel des éternels (Call of the Eternals)
54. Le retour du docteur Dark (The Return of Doctor Dark)
55. La bataille éternelle (The Deadliest Battle)
56. Le collier d'Oros (The Necklace of Oros)
57. L'espace broyé (Torn Space)
58. L'hiver de Ming (Ming Winter)
59. La reine d'or (1re partie) (The Golden Queen (1/2))
60. Le canon anti-gravité (2e partie) (The Gravity of Ming (2/2))
61. Chair et sang (Flesh and Blood)
62. Le monde englouti (The Drowning World)
63. L'adoption de Kshin (The Adoption of Kshin)
64. L'homme serpent (Street Smarts)
65. Les reptiles de Ming (The Thunder Lizards of Ming)

## Générique
Le générique en France est resté instrumental contrairement au générique d'origine qui a été écrit par Rob Walsh et Tony Pastor dont les paroles ont été écrites par Stan Lee. Chaque paragraphe fait l'éloge de l'un des défenseurs : Flash, le Fantôme, Mandrake et Lothar. 

Defenders of The Earth, Defenders!
Out of the sky, his rockets ignite, 
Jets into battle flying faster than light, 
Flash Gordon!
Lord of the Jungle, the hero who stalks,
The beast call him brother, the ghost who walks,
Phantom!
Defenders of The Earth!
Master of magic spells and illusion, 
Enemies crumble in fear and confusion, 
Mandrake!
Defenders of The Earth!
His strength is a legend, his skill conquers all,
On with his power we never will fall, 
Lothar!
Defenders of the Earth!
With our new young heroes proving their worth,
Four become eight, Defending The Earth,
Defenders of The Earth, Defenders!
Defenders of The Earth!

## Informations supplémentaires

### Commentaires
- Théron est le fondateur et le mentor de Mandrake. Contrairement au comic, il n'est pas le père de Mandrake.
- Tous les épisodes comportent une morale.
- Certains titres ont été mal traduits en français : 
  - The Would-Be Defender a été traduit par l'apprenti danseur, ce qui n'a aucun sens, car le titre d'origine signifie le défenseur « en puissance ».
- Cette série animée regroupe des super héros qui ne se sont jamais croisés dans les bande-dessinées, et pour cause: le dessin-animé a été mis en chantier afin de commercialisé une gamme de jouets. Cependant, les figurines ne se vendront pas suffisamment, et la série sera interrompue, sans épisode final.
- Chaque héros a droit à un épisode où il est mis un peu plus en avant que les autres défenseurs. 
  - Mandrake : épisodes 14, 29, 33, 63.
  - Kshin : épisodes 33, 63.
- Chacun des héros a pour la première fois une descendance à ses côtés : Flash a son fils Rick, Mandrake, son disciple Kshin, Lothar, son fils L.J, le Fantôme sa fille Jedda, et chaque enfant a les mêmes capacités, voire d'autres que son père (excepté Kshin). Ainsi Rick est habile au maniement des armes, mais il est aussi un brillant informaticien, L.J a la même force que son père et est habile aux arts martiaux, Jedda est aussi agile que son père mais possède le don de télépathie avec les animaux.
- Une erreur de traduction a été faite dans le premier épisode, Mandrake dit à Jedda que ses amis et lui viennent voir "l'esprit aux pieds ailés"*, en v.o, le terme employé est "the ghost who walk" soit littéralement "le fantôme qui marche" ou comme c'est le plus souvent traduit "l'ombre qui marche" qui aurait dû être traduit ainsi dans cet épisode. Et apparemment, Guran ne figure pas non plus dans cette série auprès du Fantôme, bien que les Guran soit les plus fidèles amis et serviteurs du Fantôme.
- L'épisode 6, "La Planète diabolique Root of Evil, est le premier épisode à avoir été produit. On peut d'ailleurs remarquer que le design des personnages est assez différent des autres épisodes. Ming a la peau bleue et des traits beaucoup plus asiatiques, proches de la bande-dessinée).

### Différences entre la série et les comics
- Lothar : Qui était un serviteur de Mandrake devient un aventurier ami de Mandrake.
- Le Fantôme Possède des pouvoirs télépathiques alors qu'ils n'en possède pas normalement.
- La couleur de peau de Ming a changé, il est passé du jaune au vert.
- Le Fantôme a pour la première fois une héritière, alors que normalement, il aurait dû avoir aussi un fils aîné pour porter son nom : Kit Walker, transmettre l'héritage et continuer la légende de son immortalité. En effet depuis quatre siècles la tradition veut que le Fantôme ait un fils, non pas par misogynie, mais afin que tous les criminels croient en son immortalité, illusion qui est gardée par le fait que depuis quatre siècles les Fantômes s'appellent tous Kit Walker.
- Dans la série, le Fantôme peut aussi invoquer, par une incantation la force et la puissance, du tigre : « Par la loi de la jungle, moi le Fantôme réincarné, j'implore la force de 10 tigres (ou du tigre) ».

## DVD
- En France, une sélection d'épisodes sort en DVD, sous le titre Flash Gordon et les Défenseurs de la Terre.